# Schmelzing (Adelsgeschlecht)

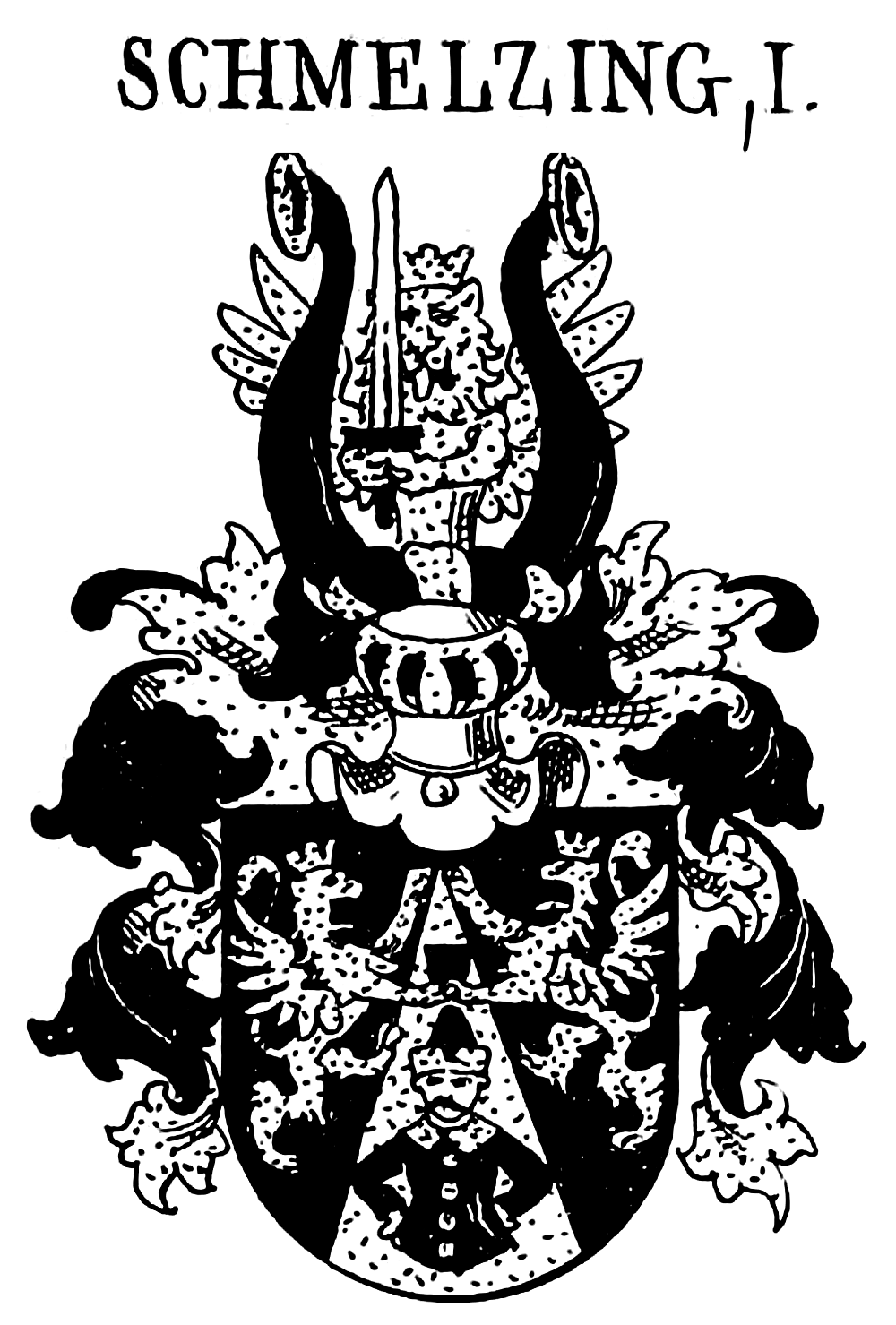
Wappen derer von Schmelzing von 1567 in Siebmachers Wappenbüchern

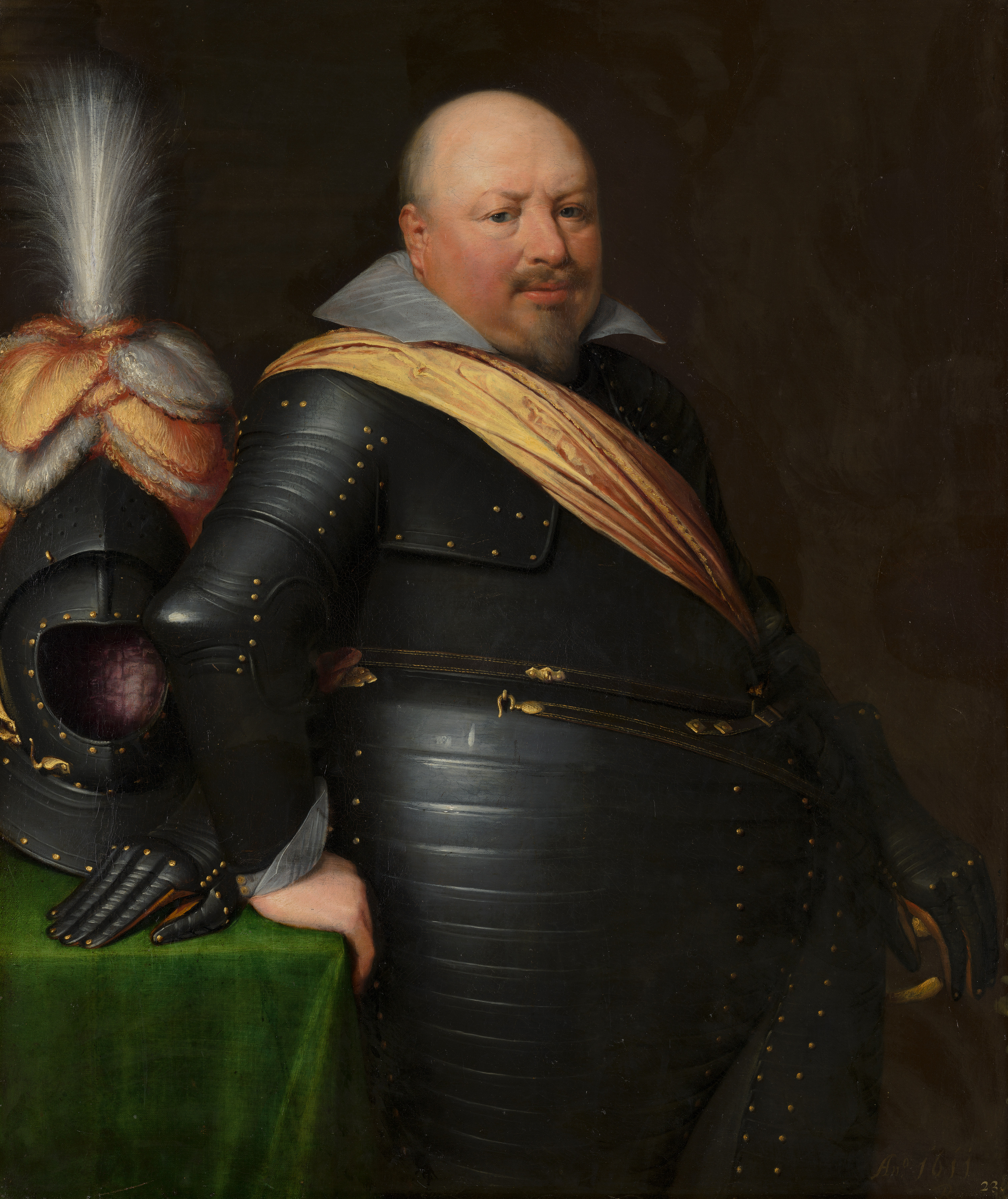
Nicolaas Schmelzing (1561–1629)

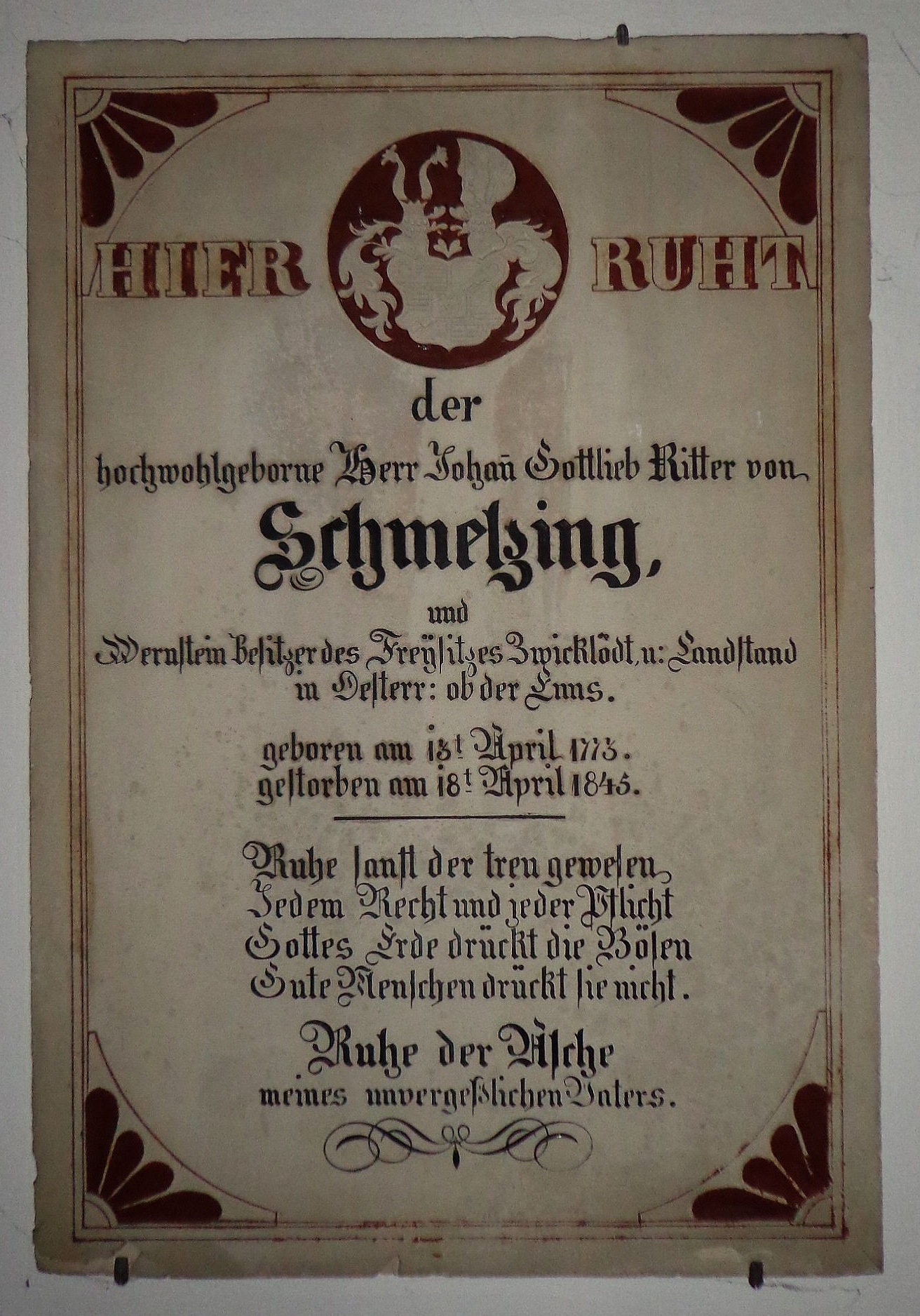
Grabstein Schmelzing

Schmelzing (und Wernstein zu Zwickledt) ist der Name eines deutsch-österreichischen briefadeligen Geschlechts.

## Geschichte
Das Geschlecht stammte ursprünglich aus Kärnten und nannte sich nach dem Ort Schmelzing bei Villach. Ein Zweig soll im 14. Jahrhundert, im Gefolge des Fürstbischofs von Bamberg, nach Franken gekommen sein, wo Angehörige in den Lehenbüchern in der Gegend um Bamberg, Nürnberg, wie auch in Kärnten verzeichnet sind. Erstmals urkundlich erscheint die Familie 1331 mit Eberlin Schmeltzing zu Neuendorf. Die ununterbrochene Stammreihe beginnt mit dem von 1398 bis 1421 beurkundeten Hermann Schmelzing zu Weismain und Neuendorf. In der Mitte des 16. Jahrhunderts machten sich die Herren von Schmelzing auch an beiden Ufern des Inns um Wernstein und Neuburg ansässig. Der Sohn von Bernhard Schmelzing und Ursula Hardweger, Leonhard Schmelzing († um 1584), Pfleger und Verwalter der Grafschaft Neuburg, Mautner von Wernstein, nahm als Soldat bzw. königlich-kaiserlicher Leibtrabant an den Feldzügen Kaiser Karls V. in Frankreich, Italien und im Schmalkaldischen Krieg teil. Des Weiteren begleitete er als Leibgardist, König Philipp II. von Spanien zu dessen Hochzeit mit Maria I. an den englischen Hof.
Für treue Dienste verlieh Kaiser Maximilian II. den Brüdern Leonhard und Bernhard Schmelzing am 14. Dezember 1567 in Wien die Adelsfreiheit für das Heilige Römische Reich und die österreichischen Erblande. 1567 erhielt Leonhard Schmelzing von Julius I. Graf zu Salm und Neuburg den Freisitz Zwickledt. Wie aus einer Beschwerdeschrift des bayerischen Landrichters von Schärding hervorgeht, bekannte sich Leonhard Schmelzing zur lutherischen Lehre, in dem er auf seinem Schloss Wernstein ausländischen Priestern die Spendung der Heiligen Sakramente verweigerte. 1584 befand er sich unter den Wiedertäufern der aufständischen Bürgerschaft von Obernberg. Bernhard Schmelzing († 1565), Soldat und Verwalter der Grafschaft Neuburg, sowie von 1559 bis 1575 Mitglied der Lamblbrudergesellschaft, hing ebenfalls der lutherischen Lehre an, zu die sich sein Sohn Joachim Schmelzing (1564–1620) offen bekannte. Am 3. Mai 1601 erfolgte für die Söhne von Leonhard: Niklas, Joachim und Ludwig Schmelzing die Aufnahme in die Landmannschafts Österreichs ob der Ems.
Der Sohn von Leonhard, Nicolaas Schmelzing (1561–1629) trat in niederländische Dienste und wurde am 23. Februar 1593 auf Empfehlung des Grafen Philipp von Nassau und des Prinzen Moritz von Oranien niederländischer Rittmeister. Später stieg er zum Obristen und Statthalter der Provinz Overijssel auf. Er fiel am 8. September 1629 bei der Belagerung von Herzogenbusch. Zuvor hatte man ihn noch zum Präsidenten des Kriegsrates ernannt. Des Weiteren hielt sich Nicolaas Schmelzing am Hof der im Exil lebenden Winterkönigin Elisabeth Stuart auf. Der Enkel von Leonhard und Sohn von Joachim, Johann Joachim von Schmelzing verlieh Kaiser Ferdinand III. am 5. April 1645 in Wien ein Adelsbestätigungsdiplom, damit verbunden die Lehenberichtigung, eine Wappenmehrung mit dem des erloschenen Geschlechts der Waininger, sowie das Prädikat „von Wernstein“. Der Edelsitz Zwickledt blieb mit kurzer Unterbrechung bis 1852 in Familienbesitz. 1852 verkaufte das Schloss Joseph Ritter von Schmelzing an den königlich-kaiserlichen Assessor Ludwig Völkl, mit Ausnahme der Grundherrschaft die aufgelöst wurde. Außerdem gehörten dem Geschlecht in der zweiten Hälfte des 16. Jahrhunderts Besitzungen westlich des Inns, darunter den sogenannten „Schmelzinger Hof“ in Fürstdobl im ehemaligen Fürstbistum Passau in Niederbayern.

## Besitzungen
- Burg Wernstein (Oberösterreich)
- Schloss Irnharting
- Schloss Wildenhag
- Schloss Zwickledt

## Persönlichkeiten
- Bernhard Schmelzing († 1565), Verwalter der Grafschaft Neuburg, Mitglied der Lamblbrudergesellschaft
- Joachim Schmelzing (1564–1620), Verwalter der Grafschaft Neuburg, Mautner von Wernstein
- Leonhard Schmelzing († um 1584), königlich-kaiserlicher Leibtrabant, spanischer Leibgardist, Pfleger und Verwalter der Grafschaft Neuburg
- Nicolaas Schmelzing (1561–1629), niederländischer Höfling, Militärkommandeur, Kriegsrat und Statthalter der Provinz Overijssel

## Wappen
Blasonierung des Stammwappens von 1567In Schwarz eine goldene Spitze, worin ein beide Hände in die Hüften spreizender halber Mann mit braunem Haar und gestutztem Bart in engem schwarzen, goldausgeschlagenen und geknöpften Rock, einen goldgestülpten schwarzen Hut auf dem Haupt, überhöht von einer schwarzen Schmelzkrause, diese von zwei die Spitze begleitenden goldenen gekrönten St. Marcuslöwen mit den inneren Vorderpranken gehalten, während die äußeren Vorderpranken die Spitze zu stützen scheinen. Auf dem schwarz-golden bewulsteten Helm mit schwarz-goldenen Helmdecken ein wachsender ins Visier gestellter goldgekrönter St. Marcuslöwe in beiden Pranken ein schwarz-gegrifftes Schwert aufrecht haltend zwischen zwei schwarzen in den Mundlöchern goldenen Büffelhörnern.
Blasonierung des vermehrten Wappens von 1645Geviert mit schwarzem Herzschild, worin zwei aufrechtstehende gegeneinander gekehrte doppeltgeschwänzte goldene gekrönte Löwen. Felder 1 und 4 in Blau drei (2:1) weckenförmige geschliffene silberne Diamanten (Waininger); Felder 2 und 3 in Rot ein schräglinker gold-blau geteilter Balken (Mauerkirchen). Zwei gekrönte Helme mit blau-goldenen Decken: I. zwei in den Mundlöchern mit je vier Straußenfedern, blau-gold-rot-silbern, besteckte Büffelhörner, das rechte golden, das linke blau; II. einer der Löwen wachsend und ein gold-gegrifftes Schwert aufrecht vor sich haltend zwischen einem geschlossenen mit den drei Diamanten belegten blauen Flug.

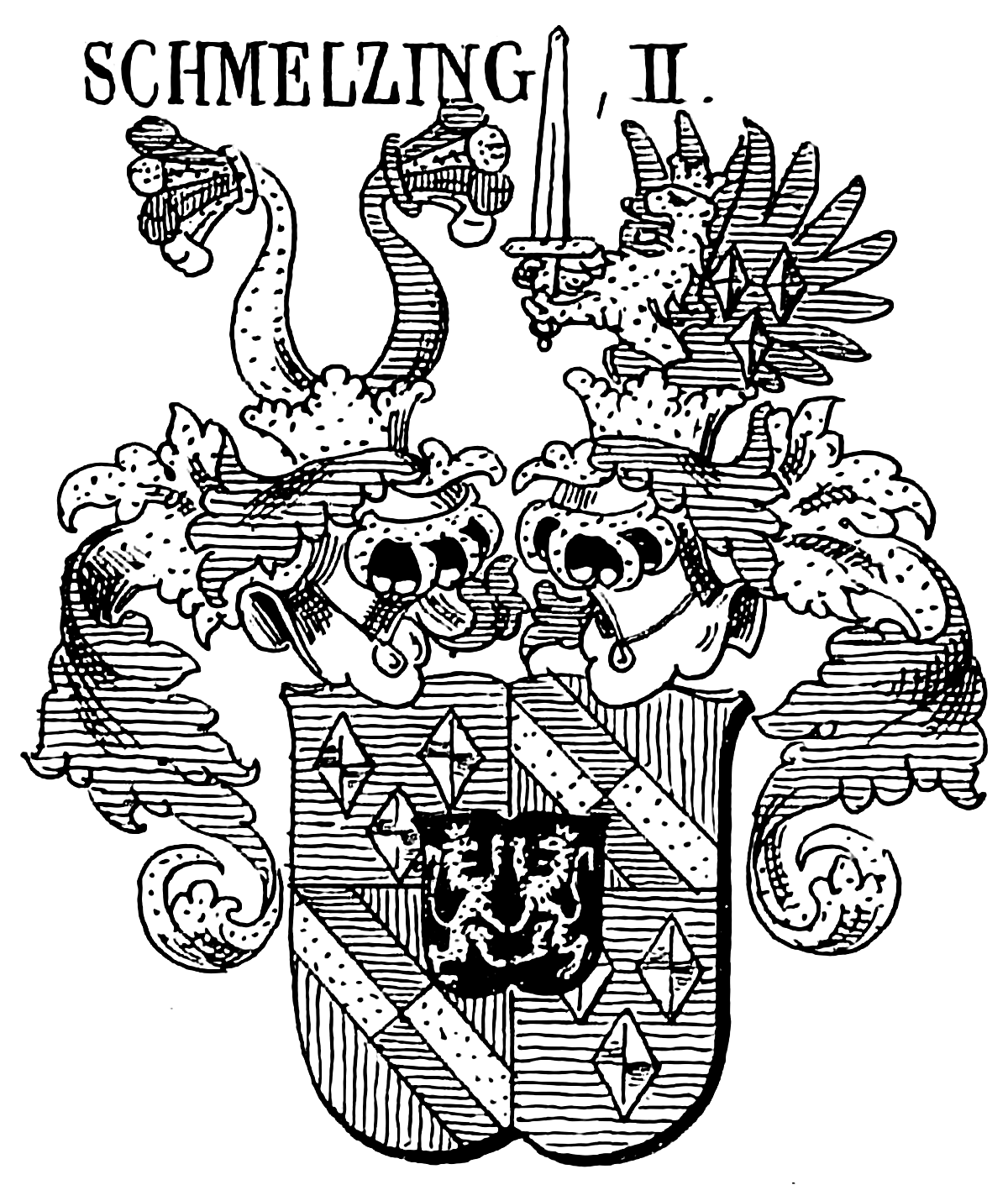
Wappen derer von Schmelzing von 1645 in Siebmachers Wappenbüchern
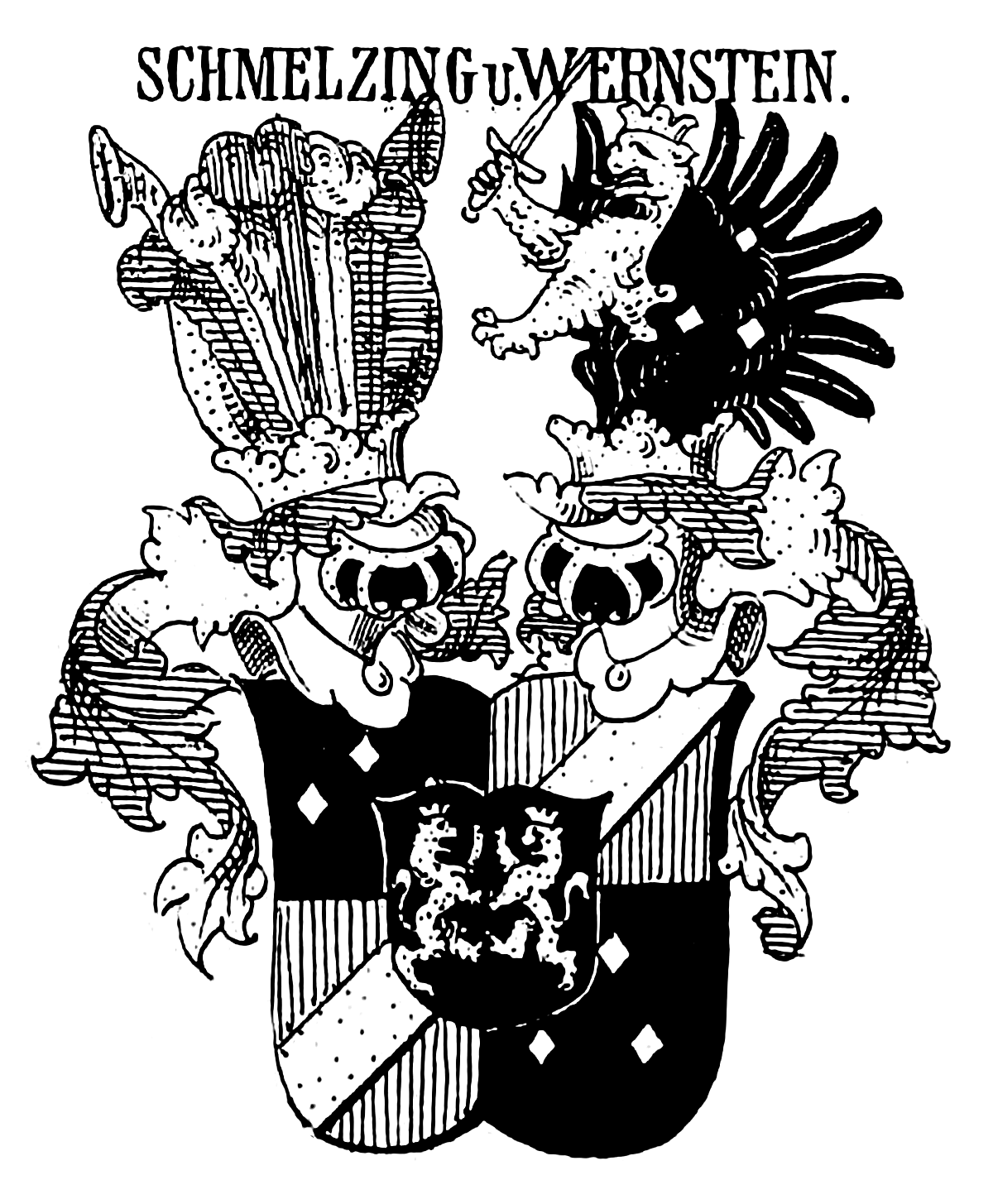
Wappen derer von Schmelzing und Wernstein von 1645 in Siebmachers Wappenbüchern